# 吉氏棘鲬
吉氏針鯒，又稱吉氏棘鯒，為輻鰭魚綱鮋形目牛尾魚亞目針鯒科的其中一種。

## 分布
本魚分布在印度西太平洋區，包括馬來西亞、印尼、臺灣、日本、中國等海域。

## 特徵
本魚體細長，頭部與身體前半部較平扁，頭部及背部均被硬質骨板。腹部、胸部裸出無骨板或鱗片，側線完整，體呈褐色。背鰭2枚，第一背鰭基底短，臀鰭在第二背鰭下方。第一背鰭硬棘6枚，第二背鰭軟條15枚，臀鰭軟條17枚，體長可達25公分。

## 生態
為深海底棲性魚類，屬肉食性，多半潛伏在海底，伺機補食獵物。

## 經濟利用
無任何經濟價值。